# Rana areolata
Rana areolata és una espècie de granota que viu a l'àrea compresa entre els estats nord-americans d'Indiana, Nebraska, Texas i Mississipi.
Està amenaçada d'extinció per la pèrdua del seu hàbitat natural.

## Subespècies
- Rana areolata areolata (Baird i Girard, 1852)
- Rana areolata circulosa (Davis and Rice, 1883)